# Cas Can Domenge
El cas Can Domenge és un afer judicial esdevingut a Mallorca i relacionat amb la venda mitjançant concurs dels terrenys de Can Domenge a Palma, per part del Consell Insular de Mallorca durant la legislatura 2003-2007.
Els fets suposadament constitutius de delicte es remunten al 30 de desembre de 2006 i els mesos posteriors quan el Consell de Mallorca va organitzar un concurs de projectes per a vendre els terrenys aleshores públics de Can Domenge a Palma. El jutge investigà si l'empresa guanyadora del concurs, Sacresa-Ferratur, tenia informació privilegiada i si hi va haver pagament de comissions. El cas es començà a investigar arran la querella d'una empresa que no guanyà el concurs: Núñez y Navarro, vinculada a l'expresident del Futbol Club Barcelona, Josep Lluís Núñez. També s'hi troba imputat l'exconseller d'hisenda i economia del Consell de Mallorca Miquel Àngel Flaquer.
Els fets foren jutjats pel titular d'Instrucció núm. 12 de Palma Álvaro Latorre López (substituït després per la magistrada Maria del Carmen González Miro) i el titular de la Sala Segona de l'Audiència de Palma Diego Jesús Gómez-Reino Delgado El Tribunal Suprem, confirmà la sentència amb algunes modificacions.
S'obrí i jutjà una segona peça separada, per part del jutjat d'Instrucció número 8 de Enrique Morell García i posterior Tribunal de Jurat a la sala segona de l'Audiencia de Palma, amb ponent i presidencia de Rocío Nobelda Martín Hernández.

## Història
El desembre de 2005 es convocà un concurs de projectes per a vendre els terrenys públics de Can Domenge. Va resultar guanyadora del concurs la UTE Sacresa-Ferrá Tur, amb un projecte del prestigiós arquitecte francès Jean Nouvel per a construir 526 habitatges. Els terrenys corresponien a dues finques: una de 6.058 m2 i una altra de 46.204 m². Oferí 30 milions d'euros, el màxim que es puntuava segons les bases del concurs, corresponents a la valoració del solar feta pels tècnics corresponents del Consell de Mallorca. Segons la sentència, s'oferí aquesta quantitat, ja que si la oferta era inferior a 31'5 milions (el 20% dels recursos ordinaris del pressupost) la competència d'alienar era de la presidenta per delegació del Ple, en canvi si era superior, havia de ser el Ple directament. Sobre aquesta base, els tècnics feren una valoració de 29.326.755 €.
Es va posar un preu de sortida de 29.326.755,00 euros i 15 dies perquè es presentassin les ofertes, cosa que segons la sentència, indica que segons el RD 2/2002 ha de ser de mínim de 52 dies. També segons la sentència es va ometre, deliberadament, la publicació en el Diari Oficial de les Comunitats Europees de dit concurs, tràmit preceptiu per a tots aquells concursos que superen la quantia de 5.000.000 € com estableix el RD 2/2002 abans esmentat.
Davant la forta pressió social i les protestes de diversos col·lectius (Associació Empresarial de Promotors Immobiliaris de Balears, Taula d'Arquitectura, etc) Munar decidí allargar el termini per 15 dies més a través d'un decret el 12-1-2006. Amb aquesta pròrroga no s'arribava el termini legal i resulta estranya la seva brevetat si el que es pretenia era un projecte emblemàtic i de gran qualitat. A més això suposava mantenir la posició d'avantatge de SACRESA que amb molta antelació havia contractat un arquitecte de prestigi internacional que havia disposat de més termini per redactar el seu projecte, el qual ja ho tenia conclòs en l'estiu de 2005, segons consta a la sentència.
Es va constituir una Mesa de Contractació format per cinc persones, presidit per Flaquer, que el 5 de maig de 2006 va emetre un informe proposant l'adjudicació a l'UTE Sacresa Terrenos Promoción SL y. Construcciones Pedro Francisco Ferrá Tur SA. El 19 de maig es va passar al ple del Consell, on l'oposició es queixà d'haver-se arreglat el contracte, però pel pacte UM-PP sortí aprovat per majoria com estava previst. Santiago Fiol fou contractat per Sacresa a final del 2004 per fer de intermediador i intercanviar informació, rebent 150 mil euros. Segons la sentència, Fiol era plenament conscient de la il·legalitat de la seva conducta. També segons aquesta, era Miquel Nadal qui es reunia amb Santiago Fiol i qui per part del CIM informava a Sacresa de l'evolució del concurs.
L'1 de juny de 2005, abans que s'iniciï l'expedient i s'ordeni redactar el plec de prescripcions tècniques i el plec de clàusules administratives particulars, a Sacresa ja s'havia pagat 100.000 € a Jean Nouvel i Ribas & Ribas per treballs relatius al futur concurs. També amb la documentació confiscada, es va veure que a la reunió dels administradors de Sacresa del 7 d'abril de 2005 ja figurava un punt sobre el concurs de Can Domenge. Igualment el 18 de abril i 2 de maig. Curiosament, l'endemà, el 8 d'abril, el CIM decideix alienar mitjançant concurs. Això, segons la sentència demostra la fluida comunicació. Després que el dia 27 d'abril de 2005 en el diari Última Hora la notícia que el Consell es proposava alienar els terrenys de Can Domenge, és quan Sacresa concerta una reunió amb Nadal.
També es presentà al concurs formant una UTE la constructora Josel SL, propietat de l'expresident del FC Barcelona, Josep Lluís Núñez i Clemente i el seu fill, qui oferiren 60 milions d'euros. Malgrat això només va aconseguir quedar a la desena posició.
Els perits, judicialment designats, van concloure en el seu informe que el valor era de 59.914.721,75 €. La taxació de C. B. Richard Ellis també de 59,8 millones de euros.
Quan havien transcorregut 7 mesos des de l'adjudicació del concurs a Sacresa, la constructora de Núñez va presentar una querella criminal. Es creu que amb la pretensió d'obligar el Consell de Mallorca a negociar la desprotecció de l'edifici de Gesa a la façana marítima de Palma, on Núñez havia invertit 73,6 milions d'euros comprant els solars de primera línia per construir-hi pisos de luxe. Amb la catalogació de l'edifici Gesa per part del Consell de Mallorca, a instàncies del Col·legi d'Arquitectes de Balears, el projecte es trobava en perill.

## Judici
El cas fou jutjat a l'Audiència Provincial entre el 19 de juny i el 4 de juliol de 2013, contra els acusats Maria Antònia Munar (ex presidenta del Consell), Miquel Nadal (ex vicepresident), Miquel Àngel Flaquer (ex conseller insular), Bartomeu Vicens (ex conseller insular), Román Sanahuja Pons (propietari de Sacresa) i Santiago Fiol Amengual (advocat de Sacresa a Palma).
El judici s'endarrerí, ja que a l'inici previst, Maria Antònia Munar, anuncià un canvi d'advocat defensor. Fins al aquell moment havia estat Gabriel Garcias Planas i passà a ser representada per José Antonio Choclán Montalvo.
Sanahuja, Nadal i Vicens varen reconèixer i asumir la seva part, davant tota la documentació que s'havia intervingut als registres de Sacresa i Ferratur, així com del despatx de Fiol. El mateix Fiol, segons la sentència, ho asumí amb matisos. Per la seva part, Munar i la seva defensa, ho desmentia tot, però una vegada en el judici va admetre que s'havia falsejat el procés d'alienació.
Bartomeu Vicens va reconèixer abans i durant el judici que havien rebut 4 milions d'euros -dos milions abans que el concurs fos aprovat i dos milions posteriorment-, repartits entre ell, Munar, Nadal i una quarta persona, per finançar UM. Amb anterioritat al judici s'havia tramitat una peça sobre un possible suborn que va concloure amb un acte de sobreseïment provisional. Les manifestacions realitzades per Vicens, tot i que no suposaven un fet nou, ja que el mòbil econòmic de l'adjudicació se sospitava, van permetre reiniciar la investigació pel presumpte suborn.
El jutge Diego Jesús Gómez-Reino Delgado diu a la sentència que "el que resulta a tots llums inusitat i incomprensible i contrari a tota lògica i al sentit comú" és que s'hagués fet a través de concurs, enlloc de subhasta com sol esser en els casos d'alienació.
Les defenses de Munar i Nadal van intentar desacreditar la declaració de Vicens, el qual va sostenir al judici que ell i els altres dos acusats es van concertar per alienar Can Domenge pel sistema de concurs perquè així podien obtenir finançament per al CIM i diners pel partit UM. La defensa de Munar es queixà del suposat pacte de Vicens amb la Fiscalia, per rebaixar-li la pena a canvi de incriminar a Munar. Igualment la defensa de Nadal també es queixa del suposat pacte, ja que el mateix també havia col·laborat, aportant informació important. De tot això en deixa constància la sentència.
El jutge també fa incís amb els molts casos de corrupció a la comunitat: "Tal com carregat de raó va exposar el ministeri fiscal, conductes de corrupció com les que analitzem en aquesta resolució executades per responsables polítics que ocupen càrrecs rellevants en l'administració i que lluny de contribuir al bé comú i al servei dels ciutadans utilitzen el poder per seus propis i desviats interessos requereixen que el seu càstig i repressió siguin exemplars, ja que trenquen la confiança dels ciutadans en la democràcia i en l'estat de Dret. L'augment de casos de corrupció en la nostra i en altres comunitats ha generat a la societat un clima de cansament que necessita també una contundent resposta per raons de prevenció."
El 23 de juliol de 2013 la sala segona de l'Audiència de Palma va fer pública la sentència, indicant que el Consell de Mallorca va adjudicar irregularment uns terrenys a l'empresa Sacresa per construir-hi habitatges. Les condemnes foren: 
- Maria Antònia Munar: sis anys de presó, pels delictes de frau a l'administració (3 anys) i revelació de secrets (3 anys), amb 10 i 5 anys, respectivament d'inhabilitació per càrrec públic. A més 10 anys d'inhabilitació per inductora i cooperadora necessària del delicte de prevaricació.
- Miquel Nadal, quatre anys de presó, pels delictes de frau (2 anys) i revelació de secrets (2 anys), amb 7 i 4 anys d'inhabilitació, respectivament, per exercir càrrec públic. A més de 8 anys d'inhabilitació per prevaricació. La seva pena fou inferior a la de Munar perquè el seu càrrec era de menys responsabilitat.
- Roman Sanahuja: un any de presó (6 mesos per frau i 6 per ús d'informació confidencial). A més de 4 anys d'inhabilitació per càrrec públic pel frau. Amb atenuant de col·laboració. Les dues penes de presó fores substituïdes per 1 any de multa amb una quota de 250 €/dia. És a dir dues penes de 90.000 € cadascuna d'elles.
- Miquel Àngel Flaquer: un any de presó i 6 anys de inhabilitació per frau a l'administració. Més 7 anys d'inhabilitació per càrrec públic per prevaricació.
- Santiago Fiol, any i mig de presó (9 mesos per frau i 9 mesos per revelació de secrets) a més de 5 i 2 anys de inhabilitació pels dos delictes. També procedí el comís de la quantitat de 150.000 € que van ser obtinguts per aquest acusat amb la seva conducta delictiva.
- Bartomeu Vicens: vuit mesos de presó, dels quals 6 per frau a l'administració i 2 per revelació de secrets, amb 3 i 5 anys d'inhabilitació, respectivament. A més de 3 anys d'inhabilitació per prevaricació. Tot això amb l'atenuant de col·laboració com molt qualificada.

Es declara la nul·litat de l'expedient de contractació nombre 62/2005 relatiu a l'alienació de la finca Can Domenge, així com de l'alienació i adjudicació efectuada i de la compravenda escripturada documentada en escriptura notarial de data 19 de juliol del 2006.
S'estimà que el preu del solar posteriorment, podria esser d'uns 45 milions d'euros. Per això, donat la impossibilitat de retornar al Consell la titularitat, donat que ja havia estat subhastada per un procés d'execució hipotecària per un tercer, es demana que per reparar el dany ocasionat es pagui per part dels acusats al CIM la diferencia de preu, és a dir, 15 milions. Ramón Sanahuja i Sacresa arribaren un acord amb el CIM per pagar 3 milions d'euros. Per tant, els 12 milions restants hagueren de ser assumits per Munar (28,3%), Nadal (28,3%), Vicens (28,3%) i Flaquer (15%).
Així mateix Maria Antònia Munar, Miquel Nadal, Miquel Flaquer i Román Sanahuja, hagueren d'indemnitzar junta i solidàriament a les entitats Joel amb la quantitat de 813,06 euros i a Anova en 23.086,73 euros. Per la seva banda els acusats Bartomeu Vicens i Santiago Fiol, respondran d'aquestes quantitats de manera subsidiària amb els altres acusats.
La constructora Construcciones Pedro Fco Ferra Tur Sl (anava dins la UTE amb Sacresa) hagué de restituir el 5% del major valor obtingut i reclamat de la finca (750.000 euros) donat es va beneficiar, encara que sense haver pres part, de la il·legal i delictiva adquisició dels terrenys.
S'imposen als acusats Miguel Nadal Buades, Maria Antònia Munar Riutort i a Bartomeu Vicens Mir, 3/18 parts de les costes a cadascun i a Ramon Sanahuja, Miguel Ángel Flaquer i Santiago Fiol Amengual 2/18 parts, incloent les meritades a l'Acusació Particular, amb excepció de Santiago Fiol que no hi haurà d'assumir les del CIM.
El tribunal de la Sala Segona de l'Audiència Provincial de Palma estigué compost pel president Diego Jesús Gómez-Reino Delgado i els magistrats Juan Jiménez Vidal i Mónica de la Serna de Pedro.

### Entrada a la presó
En conèixer-se la sentència, la Fiscalia demanà l'ingrés a presó de Munar, i així es va fer el 23 de juliol de 2013. El tribunal va prendre aquesta decisió després d'escoltar els fiscals anti corrupció i la defensa de Munar en una vista celebrada a l'Audiència Provincial de Palma. Els magistrats van entendre que, tal com va exposar el Ministeri Públic, existia la possibilitat que Munar comptés amb fons a l'estranger que li permetessin fugir, tenint en compte les elevades penes que pesaven sobre ella i els nombrosos casos en què estava sent investigada. Semblava impensable que la dona amb més poder de Mallorca, arribés a estar tancada a presó. Curiosament el mateix dia de tot això, es va fer públic que el Suprem rebaixava la pena a Jaume Matas pel Cas Palma Arena.
L'Audiència Provincial va rebutjar en un acte el recurs de súplica presentat per la defensa de Maria Antònia Munar contra la decisió de internar-la en presó. La defensa de Munar, el lletrat José Antonio Choclán, havia plantejat a l'Audiència un seguit de mesures alternatives a la presó per conjurar aquest possible risc de fuga, des de la reclusió domiciliària a l'ús d'una polsera telemàtica. Totes aquestes opcions van ser rebutjades per la Sala de vacances de l'Audiència, que va considerar que no impedirien aquest possible risc de fuga.

### Recurs de cassació al Suprem
La defensa de l'expresidenta del Parlament balear i del Consell de Mallorca Maria Antònia Munar reclamà al Tribunal Suprem que l'absolgués o que es repetís el judici per la venda dels terrenys de Can Domenge, perquè considerà que l'exlíder d'UM no va tenir un judici just ni imparcial. Segons l'advocat José Antoni Choclán, la Secció Segona de l'Audiència, que va condemnar Munar a sis anys de presó, “tenia predissenyada la condemna de Maria Antònia Munar”
La Fiscalia del Tribunal Suprem va demanar a la sala que va resoldre el recurs plantejat per la defensa de Maria Antònia Munar que mantingués la pena de 6 anys de presó que l'Audiència de Palma va imposar a l'expresidenta del Consell de Mallorca per diversos delictes de corrupció en el cas Can Domenge. En el seu escrit davant del tribunal, el fiscal Álvaro Redondo va considerar completament ajustada a dret la sentència contra Munar a excepció de la pena d'inhabilitació per vint anys per exercir càrrec públic, que va acceptar que es rebaixés en deu anys. El fiscal també va considerar que la sala ha de mantenir la pena de quatre anys de presó per a Miquel Nadal, que també es trobava ja a la presó. Mitjançant un escrit de 101 pàgines, el Ministeri Públic va acceptar tan sols un dels set motius al·legats per Munar en contra de la seva condemna, relatiu a la indeguda aplicació de la pena que li va ser imposada pel delicte de prevaricació -deu anys de inhabilitació-.
El 26 de març de 2014, l'advocat de Munar, Choclán, va esgrimir els seus arguments a la Sala Segona del Tribunal Suprem, de penal, davant els magistrats José Manuel Maza Martín (ponent), Juan Saavedra Ruiz (president), Julián Sánchez Melgar, José Ramón Soriano Soriano i Alberto Jorge Barreiro. Les defenses de Vicens, Nadal i Flaquer, representats pels lletrats Carles Gómez Jara, Javier Sánchez Vera i Gaspar Oliver, respectivament, van dubtar de la imparcialitat de l'Audiència Provincial i van apel·lar a la «neutralitat» del Suprem a l'hora d'absoldre als seus patrocinats. La fiscalia demanà que la condemna fos ferma.
Al final, el Suprem, confirmà les condemnes per a tots els acusats, amb l'excepció de l'eliminació dels 10 anys d'inhabilitació pel delicte de prevaricació a Maria Antònia Munar. I rebaixa la condemna de 18 mesos a Santiago Fiol, a un any.

## José Luis Núñez
L'impulsor de la querella, el constructor Josep Lluís Núñez, va ser condemnat a finals de juliol de 2011 per l'Audiència Provincial de Barcelona en el conegut com a Cas Hisenda a una pena de 6 anys de presó juntament amb el seu fill Josep Lluís Núñez Navarro, com a autors d'un delicte continuat de suborn i inductors de falsedat en document oficial comès per funcionari públic. A la sentència, que va ser recorreguda al Tribunal Suprem, es considera provat que Núñez pare i fill varen subornar inspectors d'Hisenda amb gairebé 1 milió d'euros per tal de deixar de declarar aproximadament 13,1 milions d'euros entre 1991 i 1999.

## Suborn
El pagament del suborn per part de Sacresa als dirigents del Consell, fou objecte d'una investigació paral·lela, que començà una vegada quedà el judici de Can Domenge, vist per sentència, a través del Jutjat d'Instrucció número 8 de Palma. De fet, a la sentència queda acceptada la petició del Ministeri Fiscal de remetre testimoni de les actes gravades del judici del 19 i 20 de maig i testimoni de la propia sentència, al jutjat d'Instrucció número 8 de Palma que investiga la comissió d'un delicte de suborn.
José Manuel Baldor, capità de l'embarcació 'Cap de Quers', propietat de la família Sanahuja, va declarar davant la jutge María del Carmen González i el fiscal anticorrupció Juan Carrau, que Román Sanahuja Escofet va lliurar unes bosses «amb diners a un polític baixet, no sé si del PP o d'UM », que ell havia transportat a Palma des de Barcelona.
La Policia va confirmar que el iot "Cap de Quers", propietat de la família Sanahuja, propietaris de la promotora Sacresa, va estar amarrat a Palma quan, presumptament, es van pagar suborns de 4 milions d'euros a tres polítics d'UM. Els Sanahuja van negar haver abonat aquests suborns. El tràfec de milions va tenir lloc el 2006, any de l'adjudicació dels terrenys i de l'avarada del "Cap de Quers". Segons informacions rebudes per la fiscalia anticorrupció, i corroborades per altres indicis, 3 polítics van sopar al "Cap de Quers", van dormir en les sumptuoses cabines del iot, de 43 metres d'eslora i 249 tones, i, l'endemà al matí, es van anar a les seves cases amb els 4 milions. Román Sanahuja Escofet, fill de Román Sanahuja Pons, el patriarca del clan familiar, va ser interrogat en la peça secreta com a imputat el 4 de maig. L'empresari va rebutjar haver abonat suborns per haver aconseguit els terrenys. Temps abans, el seu pare ja havia declarat davant del jutge del Tribunal Superior Javier Muñoz que no havia donat res a canvi de la informació privilegiada i dades reservades obtingudes abans del concurs de Can Domenge.
La Policia sospitava que alguns dels antics tripulants del luxós iot "Cap de Quers", van rebre pressions per no comptar els detalls del trajecte que es va realitzar al moll de Palma per pagar el presumpte suborn. La major part de la tripulació estava formada per mariners filipins. Dos d'ells van ser localitzats a Barcelona. Un d'ells va negar que hagués estat en aquest viatge, mentre que el seu company va assenyalar que sí que va estar, si bé ha assenyalat que no va apreciar cap trasbals de bosses de plàstic amb diners. La Policia va estar buscant a altres dos tripulants. Però no només l'antic capità del iot va explicar els detalls d'aquest viatge. Un altre dels seus tripulants va explicar que es va tractar d'una travessia molt estranya, perquè un dels fills de la família Sanahuja va insistir salpar de nit rumb a Mallorca, malgrat les males condicions meteorològiques. El vaixell va arribar al matí i només va romandre un dia atracat al moll. Roman Sanahuja no va tornar a Barcelona al vaixell, sinó que ho va fer en avió. Igual que l'antic capità, el tripulant també va relatar que havia vist arribar a l'amo del vaixell amb diverses bosses de plàstic de supermercat, i malgrat que no va poder observar el seu contingut, va sospitar que es tractava de diners en metàl·lic. A la seva arribada a Mallorca Sanahuja va llogar un vaixell i es va entrevistar amb un polític, segons els testimonis, en un pàrquing pròxim al solar de Can Domenge.
Anticorrupció va presentar davant el jutjat de guàrdia una nova denúncia per demanar investigar el suborn per Can Domenge. D'aquesta manera, el cas es divideix en dos, d'una banda el frau en la adjuciación i per un altre el suborn. Una primera peça separada sobre el suborn es va arxivar després que la investigació sobre una embarcació que es va traslladar a Palma quedés en punt mort. Al costat de la seva confessió escrita, la procuradora que representa Vicen es va presentar a l'Audiència Provincial amb al voltant de 160.000 euros en efectiu que després va ingressar en el compte del jutjat. Aquests diners provenen suposadament del suborn de Can Domenge. Els agents del Grup de Delinqüència Econòmica es varen veure sorpresos per la gran quantitat de paper que guardava Nadal a casa. En l'examen d'aquests documents van aparèixer dades que confirmen dates i reunions a què va al·ludir en la seva confessió Bartomeu Vicens.
Es van repartir donant-li un 5% (200.000 euros) a un empresari i 2 milions van anar al partit. Munar, Nadal i Vicens es van repartir a parts iguals 1,8 milions d'euros. El propietari de Sacresa, un dia abans del primer judici, va registrar una confessió en que asumía haver donat els 4 milions.
La petició plantejava el lliurament de dos milions abans de l'adjudicació i dos més abans de la firma del contracte. L'empresari va acceptar i, per tal d'obtenir el contracte, va donar ordres oportunes i es realitzaren extraccions de fons en efectiu de comptes de les societats de Sacresa que començaren el 9 de febrer de 2006 (la mesa de contractació es va reunir el 3 i el 6 de febrer), i el transport es realitzà de Barcelona a Palma en un maletí, que va recollir Miquel Llinàs, amic de Bartomeu Vicens. Llavors Vicens, el penedit que ha provocat una cadena de confessions entre altres acusats d'UM en aquest i altres casos, era qui rebia els doblers de mans del correu i feia el repartiment: part per a ell, part per a Munar i Nadal i una part per a Unió Mallorquina, a més de la gratificació per al correu. Vicens relatà que es desplaçà al despatx que llavors ocupava Munar com a presidenta del Consell, a la seu de Palau Reial, i que allà li lliurà els doblers que li corresponien a ella i els destinats al partit. També contà com Miquel Nadal arribà en moto fins a l'edifici del Consell de General Riera (on tenia el despatx Bartomeu Vicens) i que, sense que Nadal baixàs de la moto, Vicens li donà el sobre. Nadal ho ha admès, però ha assegurat que els doblers eren per a despeses electorals del partit.
Sacresa va lliurar al jutge instructor d'aquesta peça Enrique Morell García, 11 documents bancaris que, segons la pròpia confessió del seu amo, van acreditar com va anar traient de forma fragmentada i dels comptes de la seva companyia un total de 3,9 milions d'euros en metàl·lic per al suborn per Can Domenge. Eren 11 extractes bancaris datats entre el 9 de febrer i el 21 de juliol de 2006 que, segons el seu relat, reflecteixen 13 sortides de diners dels comptes de tres de les societats del seu grup empresarial. Es tracta de retirades de fons en efectiu per sumes que oscil·len entre els 120.000 i els 750.000 euros, sumant en total 3.920.000 d'euros.
Munar, una vegada empresonada per la primera peça del Cas Can Domenge, li tocà declarar davant el jutge d'instrucció número 8 sobre el suborn, el qual forma part de aquesta altre peça del cas. Demanà fer-ho per videoconferència, però el jutge li denegà.
Davant de l'instructor, Bartomeu Vicens i Miquel Nadal van confirmar que hi va haver suborn per l'adjudicació de Can Domenge a Sacresa a l'any 2006. Els dos van coincidir que hi va haver una contraprestació i en què cada un es va embutxacar 400.000 euros per l'operació, que Nadal va dir que va destinar a la seva campanya electoral a l'Alcaldia de Palma. No obstant això, discrepen en qui va negociar i en com es va forjar la petició dels diners a Sacresa. Els dos també van coincidir que va ser Vicens qui va proposar a Miquel Llinàs, militant d'UM, com a intermediari. Per la seva part, Munar, va guardar silenci sobre les imputacions dels suborns, tot esperant que l'acord es materialitzés.
Després de Vicens, Román Sanahuja de Sacresa, va confirmar el delicte confés i va detallar el seu lliurament, en dos terminis, a càrrec del seu fill, qui va prendre un jet privat i va volar amb fons de l'empresa, entre Barcelona i Mallorca. Allà va esperar l'enviat, Cameta, que va prendre els diners i el va passar a Vicens. Segons el relat judicial i policial dels interessats, el cercle de la història està tancat. El conseller Miquel Nadal va ser qui va reclamar per UM el suborn i ho va comunicar al constructor de Palma i soci de Sacresa, Pedro Ferrà; aquest ho va dir l'exconseller de la Generalitat Joan Maria Pujals, que era assessor dels Sanahuja de Sacresa en l'operació de Can Domenge. Pujals va fer de correveidile i va traslladar la demanda dels quatre milions a Mario Sanz que era director general de Sacresa i aquest al consell de família. El patriarca va detallar davant del tribunal l'exigència. "El que em va passar a Mallorca no va acudir en cap altra part", ha proclamat.
Miquel Llinàs Valls. el 31 de gener de 2014 va exposar davant el jutge d'instrucció amb total detalls, com Bartomeu Vicens li demanà fer-li un favor. Recollir uns papers, i doblers. Ho feu a un bar, i li donà a Vicens al parking de la seu del Consell, dins el cotxe. Reconeix que no sabia que hi havia dins, però que suposava que era molt, ja que va rebre pels serveis, 35.000 euros amb bitllets de 500. Es va trobar dues comptes a Andorra a nom de Llinàs.
El judici pel suborn de Can Domenge, fou a través de jurat popular (el de la venta fou pel mateix tribunal), i començà el 3 d'octubre de 2016. Aquesta vegada Maria Antònia Munar confessà el delicte i anuncià a través d'un escrit abans del judici, que havia pagat 150.000 euros. A més de l'atenuant de confessió, sol·licità la de reparació parcial del dany i la de dilacions indegudes, a través del seu advocat José Antonio Choclán Montalvo. El Fiscal Joan Carrau, no acceptà cap d'aquests atenuants. El mateix fiscal recalcàt que els acusats van gaudir dels diners del suborn durant 7 anys i els investigadors van haver de buscar-lo en les 76 comptes que tenien entre tots ells. «Si des que van cometre el delicte han tingut 7 anys de tranquil·litat, pau i gaudi del botí, això ni el sentit comú ni la Justícia, pensa la Fiscalia que ha de rebaixar la pena».

## Finca Can Domenge
Al final, l'empresa Cotesa hi construí un complex residencia d'un total de vuit edificis, els noms dels quals rendeixen tribut a llocs emblemàtics de Palma (Bellver, Born, Almudaina...)